# Lycosa insulana
Lycosa insulana este o specie de păianjeni din genul Lycosa, familia Lycosidae. A fost descrisă pentru prima dată de Bryant în anul 1923.
Este endemică în Barbados. Conform Catalogue of Life specia Lycosa insulana nu are subspecii cunoscute.